# Seymour Reit
Seymour Victory Reit (Nova York, 11 de novembro de 1918 - Nova York, 21 de novembro de 2001) foi autor de mais de 80 livros infantis, além de várias obras para adultos. Reit foi o criador, com o cartunista Joe Oriolo, do personagem Casper, o Fantasma Camarada. Reit iniciou sua carreira trabalhando no Fleischer Studios como animador; ele também trabalhou para Jerry Iger e Will Eisner como cartunista, para Laffboy como editor em 1965, e para Mad Magazine e várias outras publicações como humorista. 

## Biografia
Reit nasceu em Nova York em 11 de novembro de 1918 (dia do armistício). Ele estudou na DeWitt Clinton High School e na New York University, onde desenhou caricaturas para revistas humorísticas da faculdade. Ele trabalhou como intermediário e Arte-finalista no filme de animação de 1939 Gulliver's Travels, e mais tarde se tornou um escritor de gag para as séries de desenhos animados Popeye e Betty Boop, entre outros. Ele também produziu anonimamente histórias em quadrinhos para Jerry Iger, sob o selo Fiction House. Ele frequentou a Universidade de Nova York com o futuro roteirista do Capitão Marvel William Woolfolk; e ajudou a lançar a carreira de Woolfolk como escritor de quadrinhos, apresentando-o a Jerry Iger e Will Eisner.
Reit serviu na Segunda Guerra Mundial em uma unidade de camuflagem da Força Aérea do Exército dos EUA encarregada de defender a Costa Oeste de uma invasão japonesa e depois serviu na Europa após o Dia D. Mais tarde, ele escreveu um livro, The Amazing Camouflage Deceptions of World War II, com base em sua experiência de guerra. Ele contém uma versão da lenda urbana que afirma que os aviadores britânicos provocaram o exército alemão ao atirar uma bomba de madeira em um campo de pouso que os alemães haviam construído.
Após a guerra, Reit fez um trabalho de desenho animado para Archie e Little Lulu, e escreveu gags para alguns dos novos curtas animados de Casper que estavam sendo produzidos. Ele também escreveu para a série de TV Captain Kangaroo. Em 1950, começou a trabalhar para o departamento de publicações da Faculdade de Educação Bank Street, em Nova York, e também roteirizou filmes industriais e programas de rádio. No final da década de 1950, ele começou a enviar trabalhos para a Mad Magazine, contribuindo com mais de 60 peças. Um dos artigos de Reit para Mad, "O livro de colorir 'pé no chão'", apareceu no verão de 1960 e antecipou (ou ajudou a inspirar) o boom da moda dos livros de colorir "adultos".

## Livros
Reit escreveu mais de 80 livros, principalmente para crianças, sobre uma variedade de assuntos históricos, técnicos, naturais, entre outros. Um de seus títulos para adultos, O dia em que roubaram a Mona Lisa, escrita em 1981, é sobre o roubo da Mona Lisa do Louvre em 1911. No livro, Reit afirmou que havia duas Mona Lisas genuínas no mundo: a do Louvre e uma versão anterior da obra pintada por Leonardo da Vinci, que estava sendo realizada em um cofre de banco em Nova Jersey (o chamado "Vernon Mona Lisa").  Uma adaptação do livro há muito planejada nunca se materializou, embora o Internet Movie Database relacione um filme com o mesmo título provisoriamente planejado para 2009.

### Trabalhos selecionados
- The King Who Learned To Smile (1960)
- Wheels, Sails, and Wings (1961)
- All Kinds of Signs (1963)
- America Laughs: a Treasury of Great Humor (1966)
- Child of the Navajos (1971)
- The Easy How-To Book (1973)
- Masquerade: The Amazing Camouflage Deceptions of World War II (1978)
- The Pleasure of Their Company: How to Have More Fun with Your Children (1981)
- Sibling Rivalry (1985)
- Scotland Yard Detective (1987)
- Trains (1990)
- A Dog's Tale (1996)
- Guns for General Washington (2001)